# NWA UK Hammerlock
NWA UK Hammerlock est une promotion de catch anglaise créée en 1993 par Andre Baker et disparu en 2013 basée à Kent. Elle est membre de la National Wrestling Alliance.

## Histoire
Créée en 1993 par l'ancien catcheur Andre Baker, elle est membre de la National Wrestling Alliance (NWA). 
Début 2004, la fédération commence à s'étendre en ouvrant d'abord une école de catch au Pays de Galles. En juillet, la fédération s'associe avec la Scottish Wrestling Alliance pour organiser des spectacles en Écosse. En novembre, la NWA UK Hammerlock signe un accord avec la NWA Ireland pour l'organisation de spectacles en commun et l'utilisation des catcheurs. 

## Championnats
| Championnat                                        | champion(s)            | depuis le        |
| -------------------------------------------------- | ---------------------- | ---------------- |
| NWA British Commonwealth Heavyweight Championship  | Adam Pearce            | 23 janvier 2010  |
| NWA United Kingdom Heavyweight Championship        | Phil Boyd              | 10 novembre 2012 |
| NWA United Kingdom Junior Heavyweight Championship | Beau "The Show" Jacks  | 4 avril 2009     |
| NWA Ireland Heavyweight Championship               | Paul Tracey            | 8 août 2008      |
| NWA Ireland Junior Heavyweight Championship        | Jordan Devlin          | 28 mai 2006      |
| NWA Ireland Tag Team Championship                  | Adam Abz & Ross Browne |                  |
| NWA Scottish Heavyweight Championship              | Eric Canyon            | 26 février 2011  |